# Democrinus conifer
Democrinus conifer is een haarster uit de familie Bourgueticrinidae.
De wetenschappelijke naam van de soort werd, als Rhizocrinus conifer, in 1909 gepubliceerd door Austin Hobart Clark.